# کوماتترالیل
کوماتترالیل (به انگلیسی: Coumatetralyl) یک ترکیب شیمیایی با شناسه پاب‌کم ۲۲۰۹۵ است. که جرم مولی آن ۲۹۲٫۳۳ g/mol می‌باشد. 